# Centro de Música de Los Ángeles

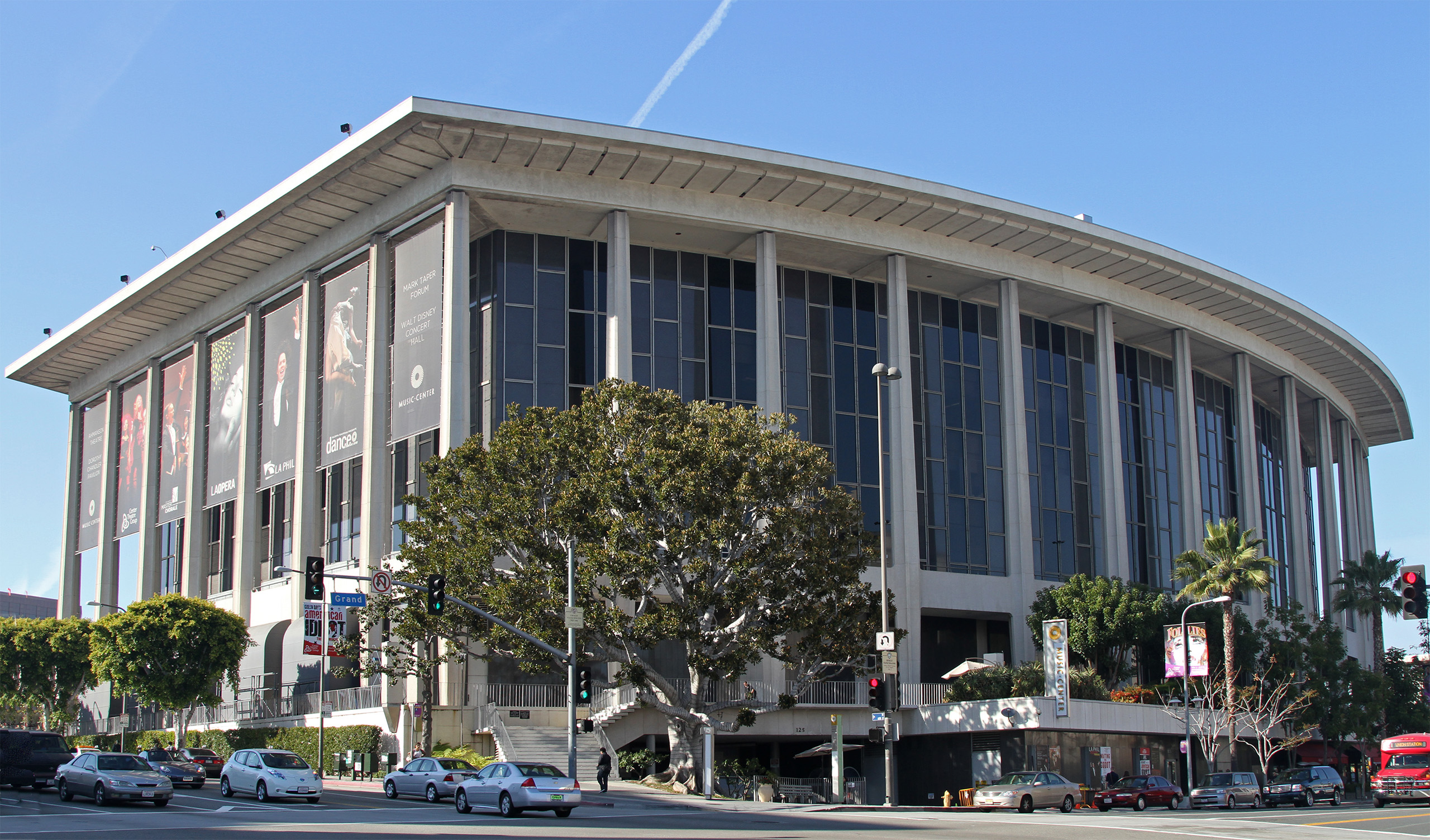
Una de cuatro Salas en la plaza: el Dorothy Chandler Pavilion.

El Centro de Música de Los Ángeles (oficialmente llamado el Performing Arts Center of Los Ángeles County) es uno de los tres mayores centros de artes escénicas de los Estados Unidos de América. Ubicado en el Centro de Los Ángeles, el Centro de Música cuenta con cuatro salas de concierto: 
- el Dorothy Chandler Pavilion,
- el Walt Disney Concert Hall.
- el Ahmanson Theater,
- el Mark Taper Forum.

Cada año, el Centro de Música da la bienvenida a más de 2.3 millones de personas para presenciar las actuaciones de sus cuatro empresas internacionalmente famosas de las artes escénicas: Los Angeles Philharmonic, Center Theatre Group (CTG), Los Angeles Opera y Los Angeles Master Chorale.

## Administración

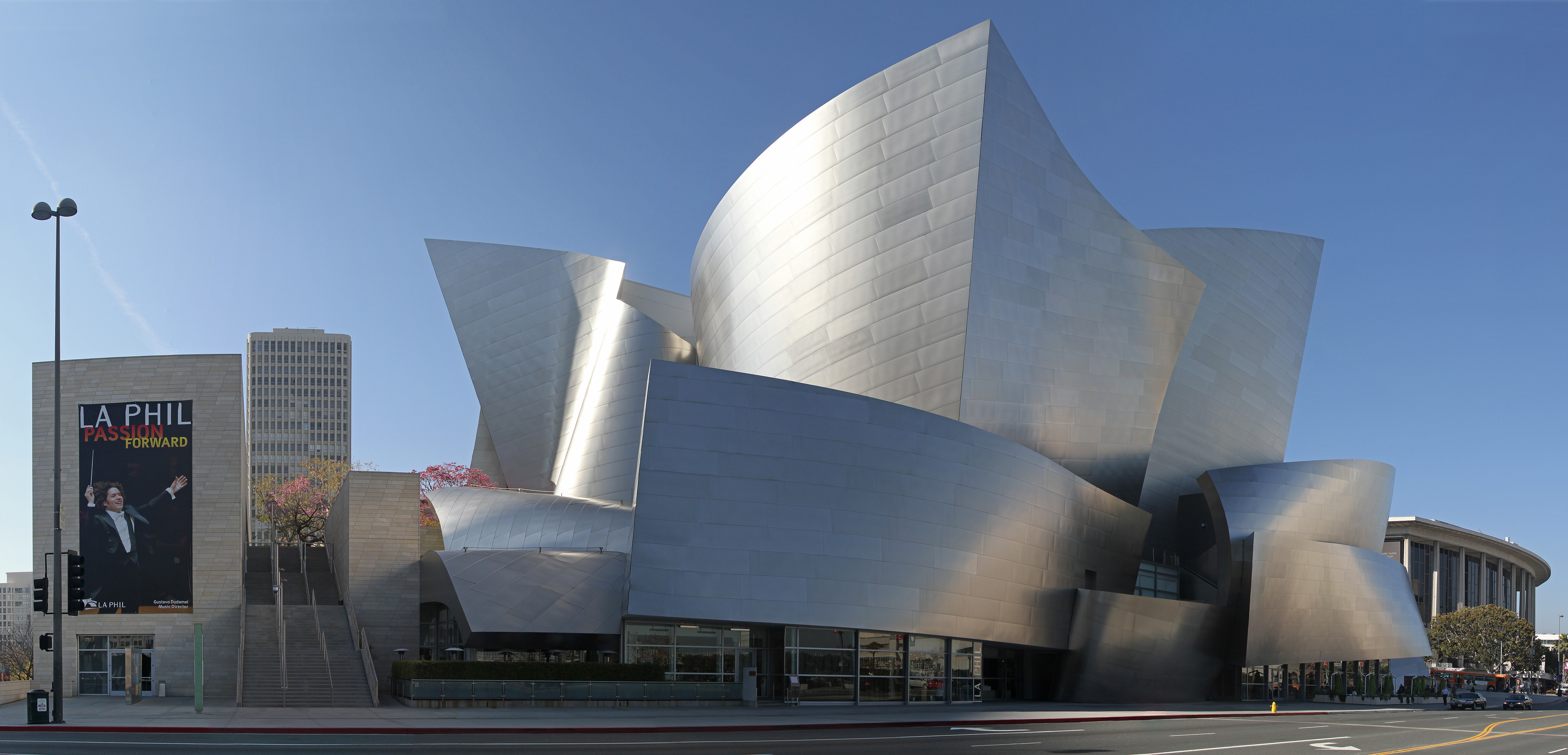
Una de las cuatro salas en el Centro de Música de Los Ángeles: el Walt Disney Concert Hall.

El Music Center se rige por una Junta Directiva presidida por John Emerson (2003). El cargo de Presidente y Director Ejecutivo de Operaciones corresponde a Stephen D. Rountree (2002). El Condado de Los Ángeles es el propietario del Centro y proporciona financiación para las operaciones de mantenimiento y seguridad. Los ingresos procedentes de la operación del Centro compensa estos gastos. El Centro de Música y artes escénicas junto a las cuatro empresas son responsables de las producciones presentadas en los teatros. El Centro de Música conservación y el funcionamiento de los edificios y de los motivos y supervisa la ocupación de los teatros, restaurantes y servicios de la Música Centro de Archivos.
- Datos: Q981112
- Multimedia: Los Angeles Music Center / Q981112